# Acer sterculiaceum
Acer sterculiaceum — вид квіткових рослин із роду клен (Acer).

## Морфологічна характеристика

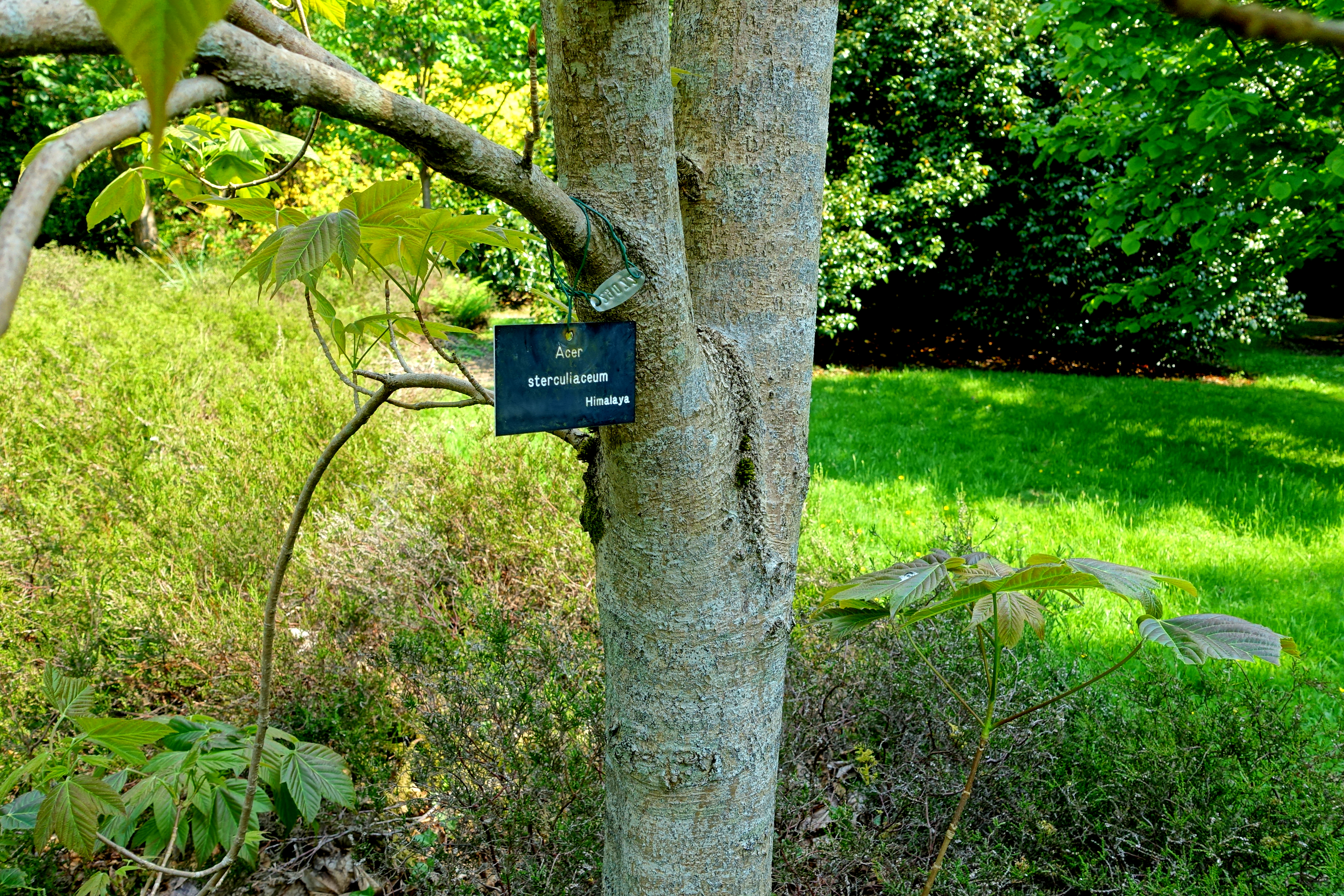
Стовбур

Це дерево до 20 метрів у висоту. Кора темно-сіра або сіро-бура. Гілочки сіруваті, голі. Листки опадні: листкові ніжки зеленуваті чи пурпурувато-зелені, 5–15 см завдовжки, голі; листова пластинка знизу зеленувата й запушена чи волосиста, зверху темно-зелена й гола, 10–20 × (12)15–23 см, 3- чи 5-лопатева; частки яйцеподібні, край з тупими зубцями, верхівка загострена. Суцвіття китицеподібне, ≈ 8 см, тонке, волосисте. Чашолистків 5, зеленуваті, довгасті. Пелюсток 5, жовтувато-зелені, ≈ довжини чашолистків, по краю війчасті. Тичинок 5–8. Плоди жовтуваті; горішки опуклі, крило з горішком 4–6(6.5) см; крила розправлені прямо. Період цвітіння: квітень і травень; період плодоношення: вересень.

## Поширення й екологія
Ареал: Бутан, Китай (Юньнань, Тибет, Сичуань, Шаньсі, Хунань, Хубей, Хенань, Гуйчжоу), Індія (Гімалаї), В'єтнам. Вид зростає в лісах і долинах на висотах від 1800 до 3200 метрів.

## Використання
З лікувальною метою використовують коріння, кору і плоди.